# Kamtjärnen (Degerfors socken, Västerbotten, 714422-170287)
Kamtjärnen är en sjö i Vindelns kommun i Västerbotten och ingår i Sävaråns huvudavrinningsområde.